# El Savarrés
Can Sabarrés o el Savarrésés un mas a uns dos quilòmetres del poble de Maçanet de Cabrenys (l'Alt Empordà).
L'edifici és de planta rectangular, de planta baixa i dos pisos, tot i que les seves obertures han estat modificades. Les originals les trobem tapiades. Això també passa amb la porta d'accés, que era de mig punt amb grans dovelles, però va ser tapiada, per donar lloc a una porta rectangular. Tot i això, encara es veuen els carreus que emmarcaven les obertures originals. Cal destacar de la façana de migdia, tres murs de pedra perpendiculars a l'edifici que probablement estaven coberts i devien fer les funcions d'estables. A l'altre costat de la casa trobem una petita volta de canó, a on probablement es trobava el mecanisme per fer funcionar el trull, tot i que en l'actualitat no hi és. La coberta de la casa és a dos vessants.